# Salaria basilisca
La bavosa basilisco (Salaria basilisca) è un pesce di mare appartenente alla famiglia Blenniidae.

## Distribuzione e habitat
Questa specie è endemica del mar Mediterraneo. È stata ritrovata nel bacino occidentale, in Adriatico e nel mar Egeo. È una specie rara dappertutto, anche nei mari italiani.
È una specie termofila e anche stenoalina per cui non si trova mai in acque salmastre. Risiede soprattutto nelle praterie di Fanerogame marine e in estate può ritrovarsi in acqua bassa tra i ciottoli.

## Descrizione
È molto simile alla bavosa pavone da cui si differenzia, oltre che per le differenze ecologiche e di habitat, per i seguenti caratteri:
- non ha alcun tentacolo sopra l'occhio
- non c'è un ocello sulla testa ma una doppia barra bordata di azzurro
- la livrea è verdastra con doppie barre scure intervallate da righe verticali e da punti, sempre disposti in linea verticale, di colore azzurro vivo.
- anche in questa specie, come in S.pavo, il dimorfismo sessuale è evidente, il maschio ha una gibbosità cefalica più arrotondata che nella congenere e nell'epoca riproduttiva ha colore verde azzurro con doppie fasce rossicce.

Può raggiungere (molto raramente) i 18 cm di lunghezza.

## Riproduzione
Molte femmine depongono le uova, adesive, nello stesso posto, di solito tra le posidonie e vengono fecondate da un solo maschio che poi monta la guardia al nido. Questa specie cambia sesso, i giovani sono femmine e diventano maschi invecchiando (ermafroditismo proterogino).

## Alimentazione
Si nutre di invertebrati bentonici.

## Acquariofilia
È una specie molto bella ma molto difficile da allevare e delicata nonché rara.